# Johannes Hegemann

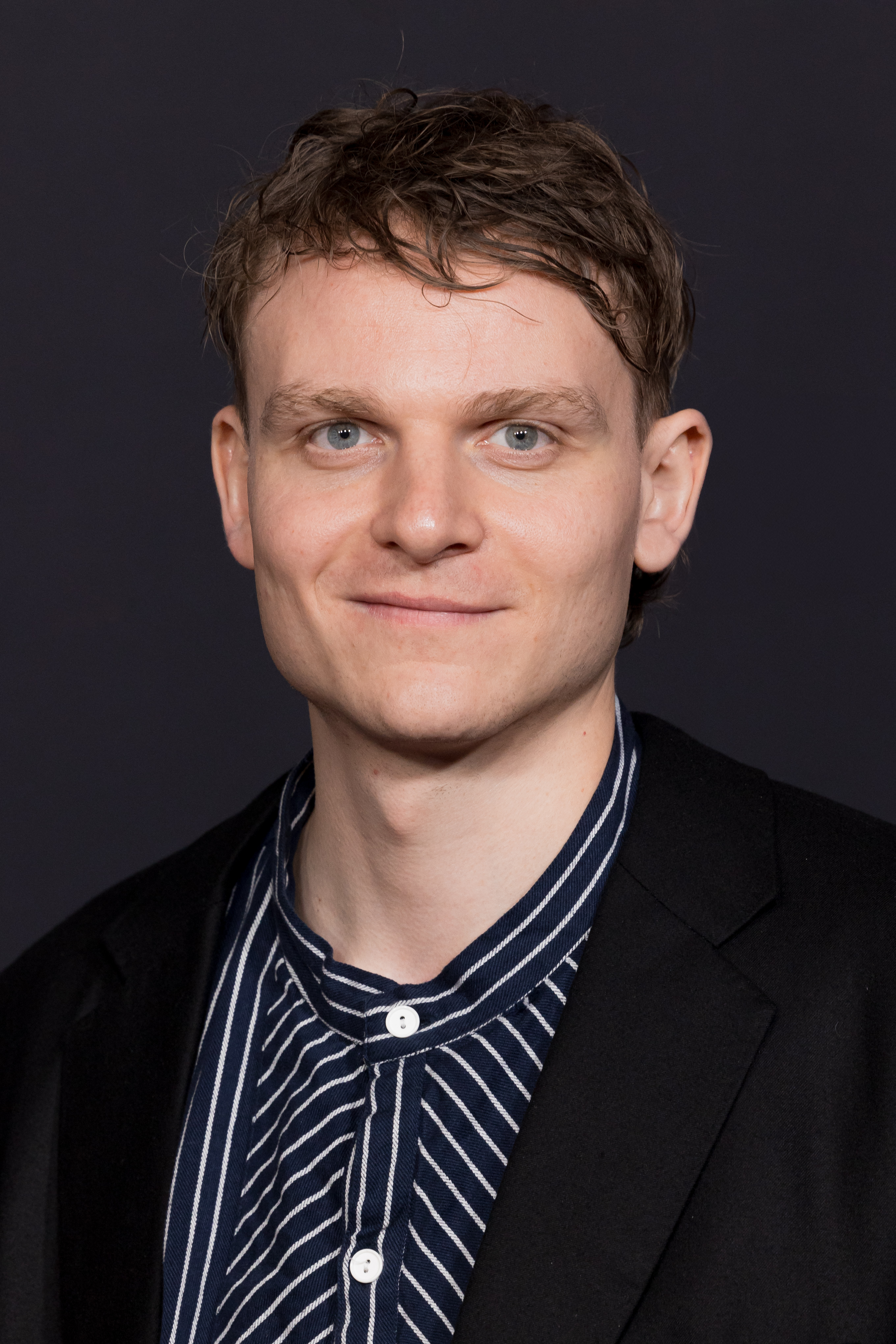
Johannes Hegemann (2024)

Johannes Hegemann (* 1996 in Jena) ist ein deutsch-schweizerischer Schauspieler. Er ist festes Ensemblemitglied des Hamburger Thalia Theaters. Mit In Liebe, Eure  Hilde (2024) gab er sein Spielfilmdebüt.

## Leben

### Kindheit und Ausbildung
Johannes Hegemann wurde in Jena geboren, wuchs aber seit seinem 8. Lebensjahr in Zürich auf. Von 2016 bis 2018 studierte Hegemann Schauspiel an der Zürcher Hochschule der Künste. Bereits als Student trat er am Schauspielhaus Zürich auf. 2018 wechselte er an die Hochschule für Musik und Theater Rostock und war auch am Mecklenburgischen Staatstheater Schwerin zu sehen. An der Hochschule in Rostock beendete Hegemann im Jahr 2020 sein Schauspielstudium. Er war Stipendiat der Friedl Wald Stiftung und Studienpreisträger des Migros-Kulturprozent 2018/19.

### Theaterkarriere und erste Film- und Fernsehrollen
Nach Ende seiner Ausbildung warben mit dem Thalia Theater in Hamburg und dem Berliner Ensemble zwei renommierte Schauspielhäuser um Hegemann. Regisseur Jan Bosse hatte ihn in einem Schauspielwettbewerb gesehen und dem Hamburger Theater empfohlen. Hegemann entschied sich schließlich für das Thalia Theater. Dort ist er seit der Spielzeit 2020/21 festes Ensemblemitglied. Aufgrund der COVID-19-Pandemie dauerte es lange, bis er erstmals vor Publikum auftreten konnte. Er arbeitete am Thalia Theater unter anderem mit Kornél Mundruczó, Kirill Serebrennikow und Jan Bosse zusammen. Für seine Darstellung eines tänzerisch biegsamen Hotelangestellten in Toshiki Okadas Doughnuts gewann Hegemann im Jahr 2022 die Umfrage der Zeitschrift Theater heute als bester Nachwuchsschauspieler. Im selben Jahr wurde ihm auch der mit 10.000 Euro dotierte Boy-Gobert-Preis der Körber-Stiftung Stiftung verliehen. Die Jury unter Vorsitz Burghart Klaußners lobte den 1,88 Meter großen Schauspieler für „seine unaufdringliche Vielseitigkeit“ und „auffallende physische Vehemenz“. Hegemanns „Lässigkeit und Jungenhaftigkeit“ würden „vollkommen der jeweiligen Figur“ gehören und kämen „in ganz unterschiedlichen Schattierungen daher“.
Parallel zu seiner Bühnenkarriere wirkte Hegemann vereinzelt in Kurzfilmen, Musikvideos und Fernsehserien mit. Eine erste wiederkehrende Serienrolle bekleidete er 2023 mit dem Part des Adam Weber in der schweizerischen Dramaserie Neumatt. Sein Spielfilmdebüt gab er mit der männlichen Hauptrolle in Andreas Dresens Historiendrama In Liebe, Eure Hilde (2024). Gemeinsam mit Liv Lisa Fries porträtierte er das Ehepaar Hilde und Hans Coppi, die als Mitglieder der Widerstandsgruppe Rote Kapelle während des Zweiten Weltkriegs zum Tode verurteilt wurden. In Liebe, Eure Hilde wurde in den Hauptwettbewerb der 74. Berlinale eingeladen.
Johannes Hegemann lebt in Hamburg.

## Filmografie (Auswahl)
- 2018: Elephant in the Room (Kurzfilm)
- 2018: Nr. 47 (Fernsehserie, 1 Folge)
- 2020: Nacktbilder (Kurzfilm)
- 2022: Die Pfefferkörner (Fernsehserie, 1 Folge)
- 2023: Neumatt (Fernsehserie, 8 Folgen)
- 2024: In Liebe, Eure Hilde

## Auszeichnungen
- 2018/19: Studienpreisträger des Migros-Kulturprozent
- 2022: Theater heute – Nachwuchsschauspieler des Jahres für Doughnuts
- 2022: Boy-Gobert-Preis
- 2024: Nachwuchsdarstellerpreis auf dem 33. Filmkunstfest Mecklenburg-Vorpommern für die Rolle des Hans Coppi in In Liebe, Eure Hilde[8]